# Fäbodtjärnen (Degerfors socken, Västerbotten, 715474-169489)
Fäbodtjärnen är en sjö i Vindelns kommun i Västerbotten och ingår i Sävaråns huvudavrinningsområde.